# Königreich Bora Bora
Das Königreich Bora Bora (französisch Royaume de Bora Bora; tahitianisch: Hau Pora Pora) wurde im frühen 19. Jahrhundert mit der politischen Vereinigung der Inseln Bora Bora gegründet und 1847 mit dem Abkommen von Jarnac durch Frankreich und das Vereinigte Königreich anerkannt. Das Königreich war im 19. Jahrhundert neben Tahiti, Huahine und Raiatea einer von mehreren unabhängigen polynesischen Staaten innerhalb der Gesellschaftsinseln mit einer gemeinsamen Sprache und Kultur, dessen Herrscher durch Heiraten untereinander dynastisch verbunden waren. Neben Bora Bora umfasste das Königreich die Inseln Tūpai, Maupiti, Maupihaa, Motu One und Manuae. 1888 wurde das Königreich schließlich von Frankreich annektiert und die letzte Königin, Teriimaevarua III., wurde 1895 zur Abdankung gezwungen. Seitdem gehören die Inseln zu Französisch-Polynesien.

## Vorkoloniale Zeit

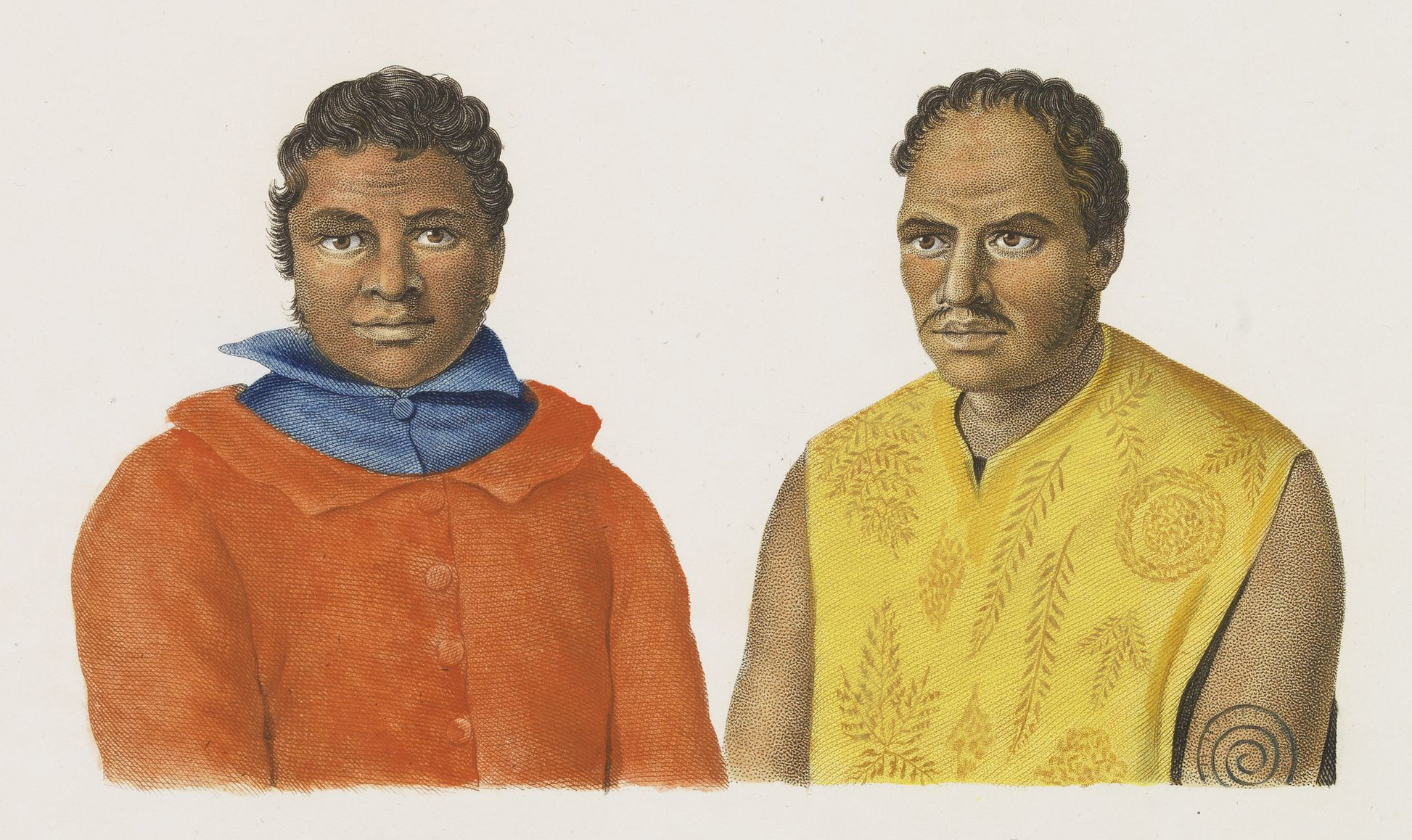
Die Häuptlinge Mai und Tefaaora, Zeichnung von Ambroise Tardieu, ca. 1826

Die Geschichte Bora Boras ist durch die Rivalität zwischen zwei Klans gekennzeichnet: einem aus Faanui, bestehend aus Familien vom marae Farerua, und den Familien aus Nunue und Anau um den marae Vaiotaha, der lange Zeit der wichtigste marae Polynesiens war.
Bei der Ausübung religiöser Macht war die Geschichte Bora Boras auch durch die Rivalität mit Raiatea gekennzeichnet. Bis zu einem bestimmten Zeitraum ist eine gewisse Parallele zwischen den Institutionen von Bora Bora und Raiatea wahrnehmbar, was daraus schließen lässt, dass beide Inseln gemeinsam die anderen Inseln unter dem Winde politisch und religiös dominierten. Raiatea wurde jedoch letztendlich zum Zentrum der religiösen Macht, während Bora Bora eine starke Militärmacht blieb, was sich in internen Kriegen und auch in Kriegen mit rivalisierenden Inseln zeigte.
Laut dem polynesischen Navigator Tupaia war Bora Bora ein Verbannungsort für Diebe und andere Straftäter. Die Ausgestoßenen gingen der Piraterie nach und überfielen die anderen Inseln. Im 18. Jahrhundert gelang es dem Häuptling Puni (Teihotu Matarua) die anderen Klans der Insel zu dominieren. Er eroberte anschließend Tahaa und wandte sich dann Raiatea zu, das er 1763 nach einem dreijährigen Feldzug eroberte. Als James Cook 1769 auf Tahaa und Raiatea landete, wurden die Inseln nach wie vor von Puni und seinen Borabora-Kriegern beherrscht.
Nach Punis Tod ließ sich sein Neffe Tapoa I., der oberste Häuptling von Bora Bora, Raiatea und Tahaa, in Raiatea nieder. Er überließ die lokale Macht den Häuptlingen Mai und Tefaaora, die ursprünglich aus Nunue und Anau stammten, sowie Mitgliedern der marae von Vaiotaha.
Die erste nachweisbare Erwähnung der Insel stammte 1722 vom niederländischen Entdecker Jakob Roggeveen. James Cook sichtete 1769 Bora Bora und landete dort 1777.

## Unabhängigkeit unter französisch-britischem kolonialem Einfluss

Flagge des Königreiches Bora Bora (1847–1888)

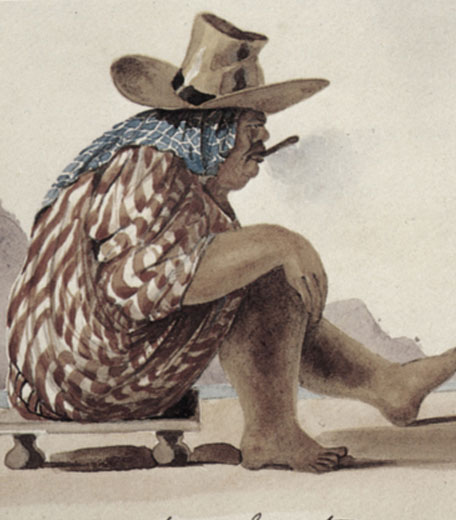
Tapoa II. (Zeichnung von H. B. Martin, 1846/1847)

Während Tahiti am Ende des 18. Jahrhunderts und Beginn des 19. Jahrhunderts von den missionarischen und kolonialen Zielen Frankreichs und des Vereinigten Königreiches geprägt war, sollte Bora Bora noch relativ lange von den Machtkämpfen zwischen den beiden europäischen Mächten unberührten bleiben. Ihr Einfluss wurde jedoch besonders in der Evangelisation der Insel spürbar.
In den 1810er Jahren schloss sich Häuptling Mai mit 262 Kriegern Pomare II. in seinem Kampf gegen den Teva-Clan an. Im Jahre 1815 besiegelte die Schlacht von Fe'i Pi in Punaauia (auf der Insel Tahiti) den Sieg der protestantischen Partei Pomares II., der 1812 bekehrt wurde, gegen die traditionalistische Partei. Das Christentum wurde zur Religion der Sieger, und bei ihrer Rückkehr nach Bora Bora im Jahr 1816 brachten die Krieger die neue Religion mit. Der Erfolg war so groß, dass die Bewohner 1818 von den Missionaren von Moorea und Huahine Bücher und Pastoren für die Insel fordern. Reverend Orsmond besuchte im selben Jahr die Insel zum ersten Mal und ließ sich 1820 auf Bora Bora nieder.
Am 12. Mai 1820 setzte Tamatoa III., Häuptling von Raiatea, einen aus 25 Artikeln an den Tahiti-Code (Pomare-Code) orientierten missionarischen Gehorsamscode durch. Im selben Jahr brachte Häuptling Mai diesen Kodex nach Bora Bora und dehnte ihn auf Maupiti aus. Im Jahr 1822 wurde die Bora Bora-Kirche in Vaitape im Bezirk Nunue eingeweiht.
Ende der 1820er Jahre trat ein Großteil der Bevölkerung von Bora Bora der Mamaia-Bewegung bei. Diese millenarische Bewegung, die auf der Insel Raiatea entstand, vereinte den alten Glauben und die neue Religion und forderte die Autorität der Missionare heraus. Als 1826 die Anführer dieser Bewegung aus Raiatea verbannt wurden, breitete sich die Ketzerei auf den Inseln unter dem Winde, einschließlich Bora Boras, aus. Die Mamaia-Bewegung gewann im Jahr 1830 auf Tahaa und Bora Bora einen solchen Einfluss,:222 dass sich die beiden Inseln zu einem Krieg gegen Raiatea und Huahine zusammenschlossen und den Missionaren treu blieben. Tapoa II., Anführer der Allianz und Häuptling von Tahaa, wurde jedoch besiegt, und seine Frau, Pomare IV., Königin von Tahiti, wurde 1831 von ihm getrennt.:266 Daraufhin zog er auf Bitten der Clans von Mai und Tafaaora als Häuptling der Insel nach Bora Bora. Tapoa II. blieb mit Pomare IV., seiner Exfrau, in gutem Verhältnis, und 1841:267 adoptierte er eine Tochter, Teriimaevarua, die er zu seiner Erbin erklärte.
Als 1842 das Königreich Tahiti unter das Protektorat Frankreichs gestellt wurde, war Bora Bora nicht betroffen. Bora Bora profitierte dagegen von den Folgen der Pritchard-Affäre, denn um den französisch-britischen Streit zu beenden, ratifizierte Louis-Philippe I. am 19. Juni 1847 das Jarnac-Abkommen, das die Unabhängigkeit der Inseln unter dem Winde, einschließlich Bora Boras, anerkannte. Die beiden großen Kolonialmächte verpflichteten sich darin, diese Inseln nicht in Besitz zu nehmen oder gar unter Protektorat zu stellen. Auf einer unabhängigen Insel regierte Tapoa II. bis zu seinem Tod im Jahr 1860.
Am 30. Juli 1860 wurde seine Adoptivtochter Teriimaevarua I. von Reverend Platt zur Königin von Bora Bora gekrönt. Sie regierte bis 1873 auf der Insel. Da Teriimaevarua keine Kinder hatte, ging die Krone an ihre Nichte Teriimaevarua II., Tochter von Tamatoa V., König von Raiatea und Enkelin von Pomare IV., über. Am 9. Januar 1884 heiratete sie Prinz Hinoi, ebenfalls ein Enkel von Pomare IV.

## Ende der Unabhängigkeit

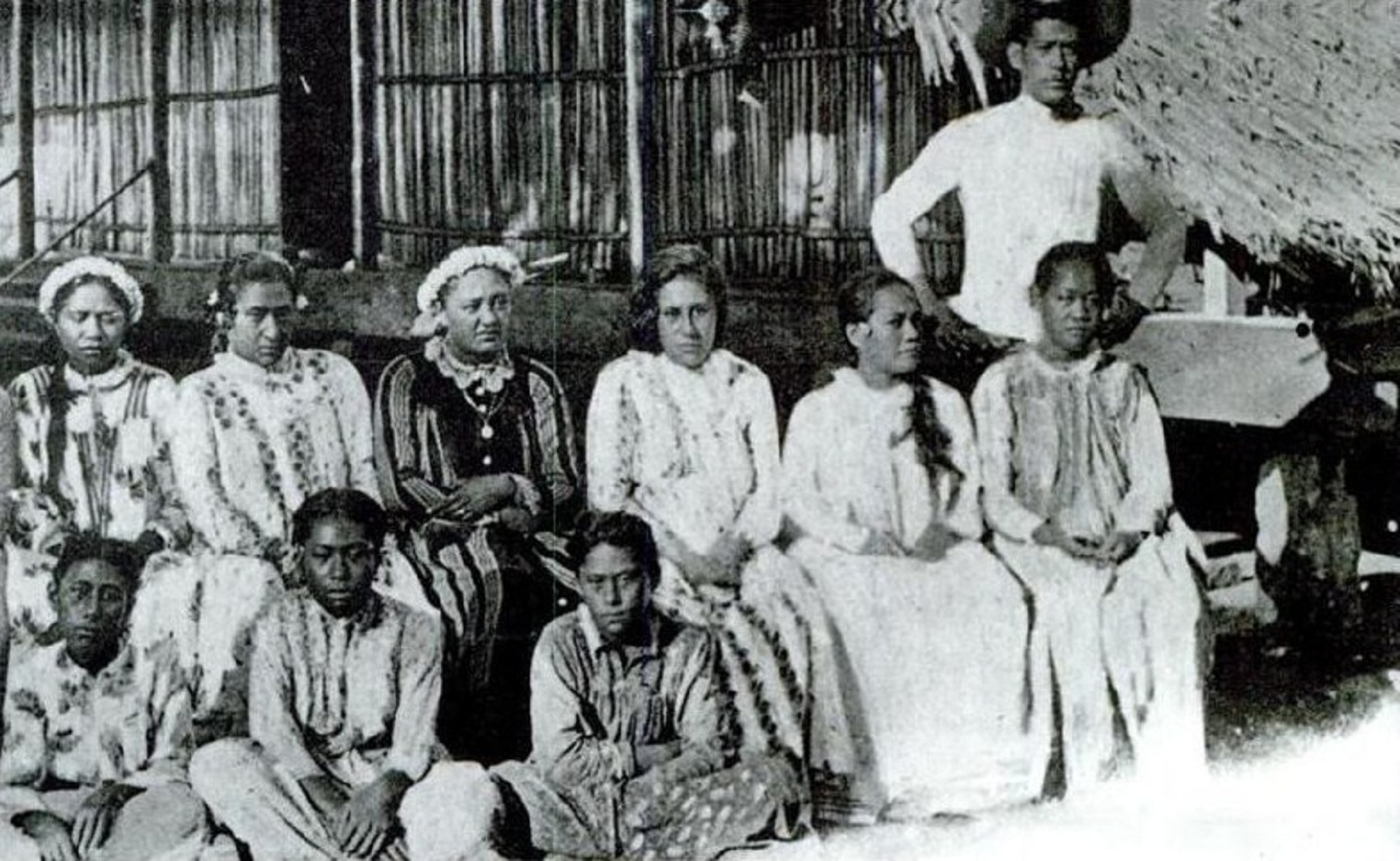
Königin Teriimaevarua III. und ihre Hofdamen, um 1899

Während der Herrschaft von Teriimaevarua II. änderte sich die internationale Lage. Das Jarnac-Übereinkommen, das die Unabhängigkeit der Inseln unter dem Winde garantierte, war nur für seine beiden Unterzeichner, Frankreich und das Vereinigte Königreich, bindend. Allerdings zeigte ab 1878 das Deutsche Kaiserreich ein starkes Interesse an den Inseln unter dem Winde. Im Jahr 1879 versuchten die Deutschen Allianzen mit Raiatea und Bora Bora einzugehen. Die beiden Inseln lehnten dies ab und Teriimaevarua II. informierte die französische Regierung über den deutschen Versuch. Für Frankreich war es nun dringend erforderlich, das Jarnac-Übereinkommen aufzuheben, um die Errichtung einer rivalisierenden Macht vor den Toren seiner Kolonie zu verhindern, insbesondere da die erwartete Eröffnung des Panamakanals die strategische Lage der Gesellschaftsinseln aufwerten würde.
Um sich den deutschen Versuchen erwehren zu können, forderten Raiatea und Tahaa im Jahre 1880 den Schutz Frankreichs.:527 Zwischen 1880 und 1887 befanden sich die beiden Inseln unter dem provisorischen Protektorat Frankreichs. Zunächst erklärten sich die Häuptlinge und die Königin von Bora Bora bereit, das französische Protektorat vorbehaltlich einer Vereinbarung mit den Briten zu akzeptieren,:532 später lehnten sie die Hinterfragung ihrer Unabhängigkeit von Seiten Frankreichs jedoch ab. Zwischenzeitlich verhandelten Frankreich und das Vereinigte Königreich über die Aufhebung der Jarnac-Konvention. Die Einigung wurde im Oktober 1889 erzielt, und mit der Annexion der Inseln unter dem Winde am 19. März 1898 durch Frankreich wurde Bora-Bora zu einem französischen Territorium. Im Gegensatz zu den Bewohnern des alten Königreiches Tahiti erhielten die Einwohner von Bora Bora keine französische Staatsbürgerschaft. Wie die anderen Bewohner der Inseln unter dem Winde erhielten sie den Status französischer Untertanen und unterlagen der Herrschaft der Ureinwohner.